# Simple messieurs de tennis aux Jeux olympiques d'été de 1924
Cet article présente les résultats détaillés du simple messieurs de l'édition 1924 des compétitions de tennis aux Jeux olympiques d'été qui est disputé du 13 au 21 juillet 1924.

## Résultats

### Finales
|               | Date     | Nom et lieu du tournoi      | Dot. | Surf.        | Vainqueur          | Finaliste    | Score                   |
| Finale        | 13/07/24 | Jeux Olympiques d'été Paris | 0 $  | Terre (ext.) | Vincent Richards   | Henri Cochet | 6-4, 6-4, 5-7, 4-6, 6-2 |
| Petite finale | 13/07/24 | Jeux Olympiques d'été Paris | 0 $  | Terre (ext.) | Umbert de Morpurgo | Jean Borotra | 1-6, 6-1, 8-6, 4-6, 7-5 |